# XDS Astana Team
Das XDS Astana Team ist ein kasachisches Radsportteam mit dem Status eines UCI WorldTeams.

## Geschichte

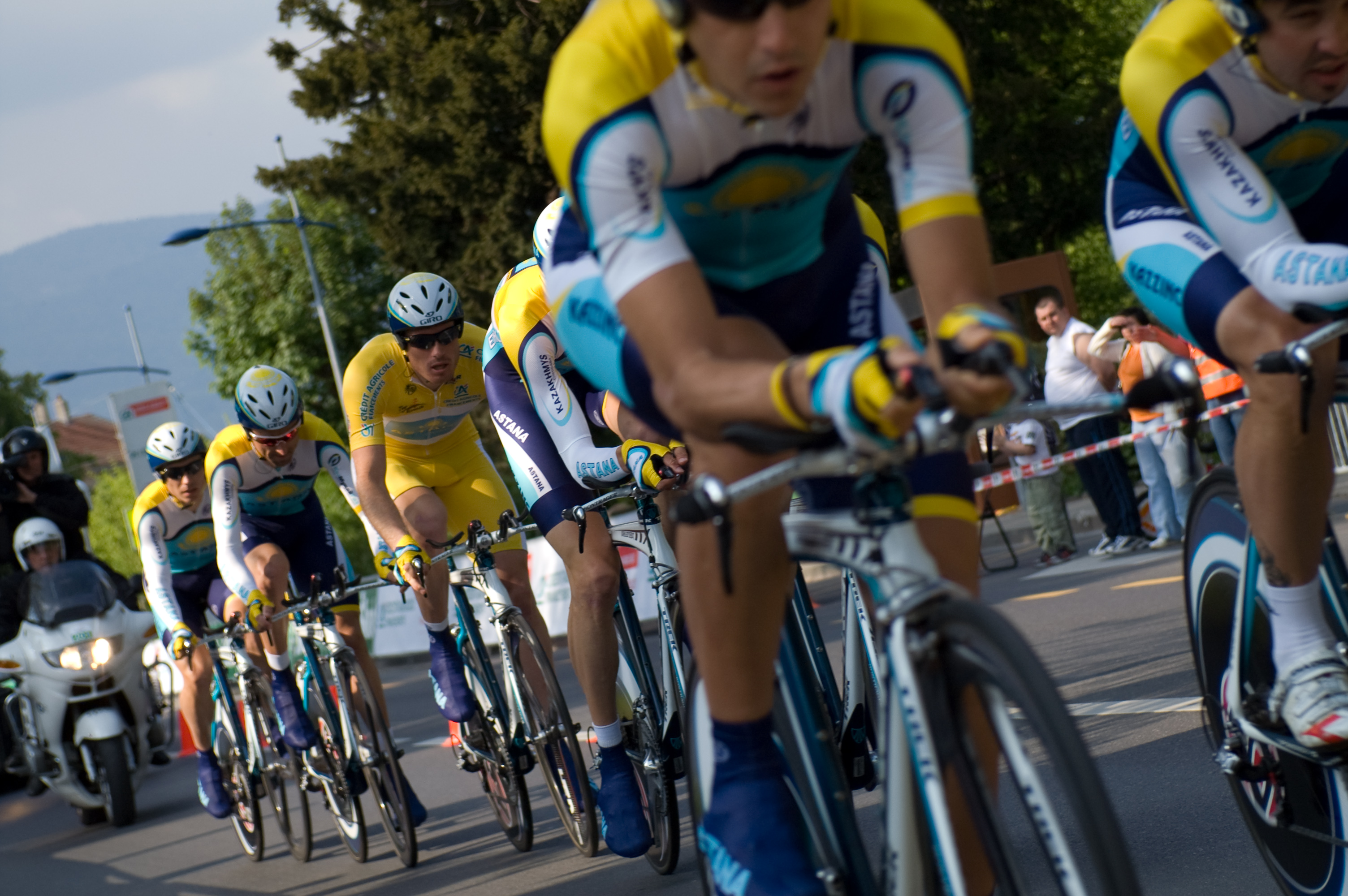
Team Astana bei der Tour de Romandie 2009

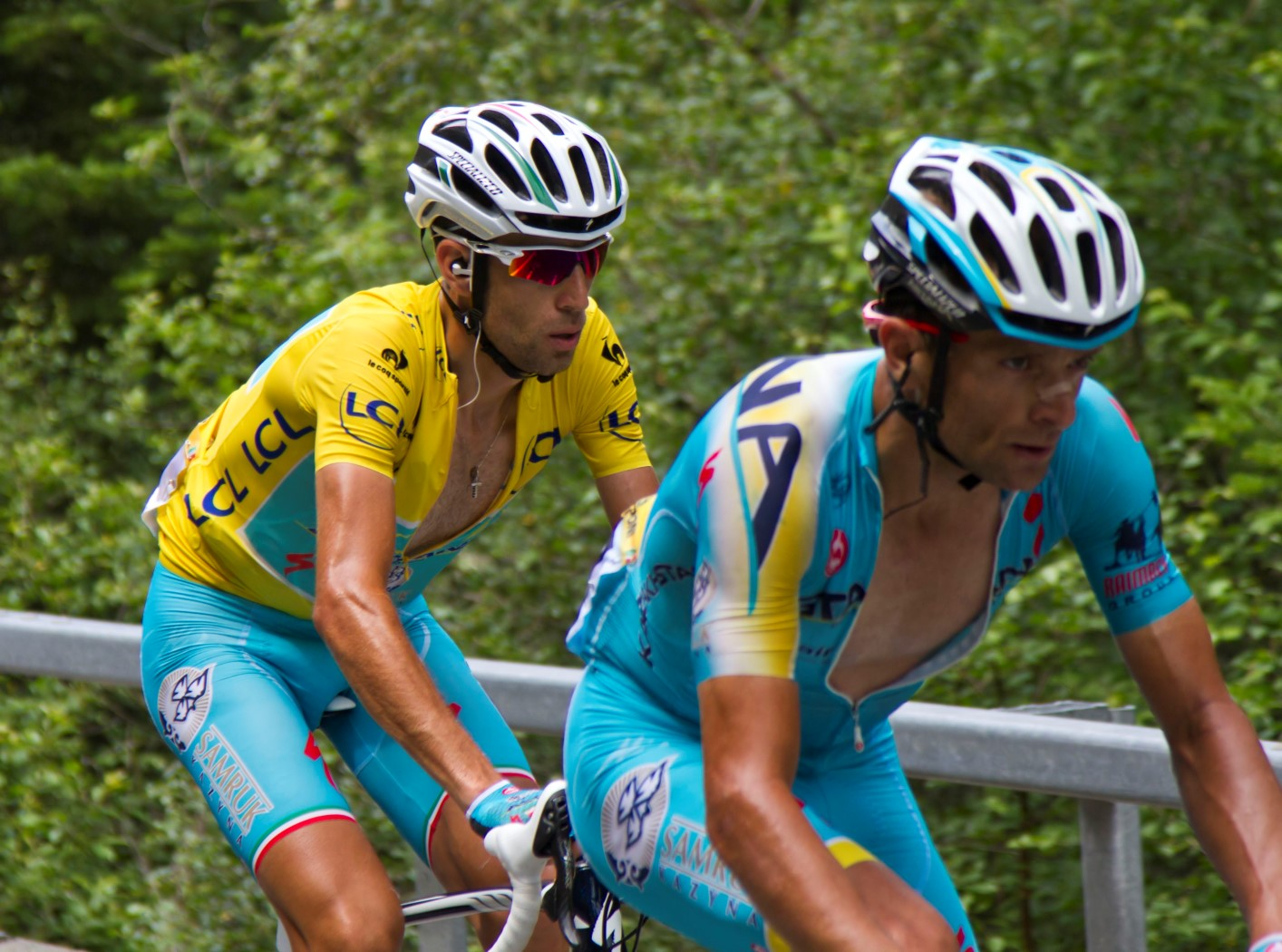
Vincenzo Nibali (l.) und Michele Scarponi (r.) bei der Tour de France 2014

Das Team wurde 2007 im Zuge der Auflösung des spanischen ProTeams Liberty Seguros gegründet. Hintergrund war die Verhaftung von ONCE-Teamleiter Saiz am 23. Mai 2006 im Zuge der Ermittlungen im Dopingskandal Fuentes. Hierauf zog sich der Hauptsponsor Liberty Seguros am 25. Mai 2006 zurück, so dass das Team vorübergehend nach dem Co-Sponsor Würth benannt wurde. Neuer Hauptsponsor wurde am 2. Juni 2006 auf Initiative des Fahrers Alexander Winokurow ein Konsortium kasachischer Firmen, worauf das Team nach der kasachischen Hauptstadt Astana benannt wurde. Nachdem fünf Fahrer des Aufgebots für die Tour de France 2006 wegen ihrer Verwicklung in die Dopingermittlungen zurückgezogen wurden, durfte die Mannschaft insgesamt nicht starten, da sie die Mindeststarterzahl von sechs Fahrern unterschritt.
Winokurow wollte daraufhin zusammen mit dem kasachischen Konsortium Astana die Betreibergesellschaft „Active Bay“, die das Team „Astana“ betrieb, von den bisherigen Eigentümern Pablo Anton und Manolo Saiz übernehmen. Als Teamchef ab 2007 wollte er den ehemaligen Vuelta-a-España-Gewinner Tony Rominger gewinnen und hatte bereits den ehemaligen Teamchef des T-Mobile-Teams, Walter Godefroot, als Berater der sportlichen Leitung verpflichtet. Alexander Winokurow selbst wollte dann 2008 als Sportlicher Leiter ins Team einsteigen. Am 16. Dezember 2006 widerrief die Lizenzierungskommission des Weltradsportverbands UCI die UCI ProTeam-Lizenz der Betreiberfirma Active Bay, während das kasachische Sponsorenkonsortium sich unter demselben Namen, neuem Management und großen Teilen des Kaders um eine solche Lizenz erfolgreich bewarb. Später wurde als Hauptsponsor u. a. die kasachische staatliche Unternehmensgruppe Samruk-Kasyna (Russisch: Самрук-Казына) und der Astana Presidential Club genannt.
Bei der Tour de France 2007 wurde Winokurow des Blutdopings überführt und später gesperrt. Im September 2007 wurde Teammanager Biver durch den früheren Discovery-Manager und Lance-Armstrong-Vertrauten Johan Bruyneel abgelöst, der später wegen seiner Verwicklung in die Dopingaffäre Armstrong lebenslang gesperrt wurde. Unter Bruyneel gewann Alberto Contador die Tour de France 2009 und 2010; der zweite Erfolg wurde jedoch wegen Dopings aberkannt.
Bruyneel wurde nach Ablauf der Saison 2012 durch Winokurow abgelöst; Sportlicher Leiter wurde Giuseppe Martinelli, der früher Marco Pantani betreute. Ende des Jahres 2012 beantragte das Team die Mitgliedschaft in der Bewegung für einen glaubwürdigen Radsport MPCC und suspendierte den Fahrer Andrei Kaschetschkin, weil er sich weigerte, die teaminternen Antidopingregeln zu unterzeichnen.
Unter Martinelli gewann das Team mit Vincenzo Nibali den Giro d’Italia 2013 und die Tour de France 2014.
Nach zwei Dopingfällen der Astana-Fahrer Maxim und Walentin Iglinski am Ende der Saison 2014 suspendierte sich das Team entsprechend den Regeln des MPCC selbst und sagte die Teilnahme am Finalrennen der UCI World Tour 2014, der Peking-Rundfahrt, ab. Nach einem weiteren Dopingfall des Stagiaires Ilja Dawidenok gab die UCI im Oktober 2014 bekannt, dass die Lizenz-Kommission die ProTeam-Lizenz des Teams näher untersuchen werde. Am 10. Dezember 2014 wurde die WorldTour-Lizenz für 2015 durch die Lizenzkommission der UCI auf Bewährung erteilt. Dem Team wurde zur Auflage gemacht, sich einem Audit des Sportwissenschaftlichen Instituts der Universität Lausanne zu unterziehen und unverzüglich die erst 2017 in Kraft tretenden Regeln für UCI WorldTeams anzuwenden. Der Entzug der Lizenz bei weiteren Dopingfällen oder neuen Erkenntnissen der Ermittlungen der Staatsanwaltschaft Padua, bei der u. a. eine mögliche Zusammenarbeit des Teams mit dem umstrittenen Sportmediziner Michele Ferrari untersucht wird, wurde ausdrücklich angedroht.
Nach Vorlage des Untersuchungsberichts des Sportwissenschaftlichen Instituts der Universität Lausanne ISSUL kündigte die UCI am 27. Februar 2015 an, bei der Lizenzierungskommission die Entziehung der Lizenz zu beantragen. Nach den vorliegenden Erkenntnissen habe es große Unterschiede zwischen der proklamierten Anti-Doping-Politik und der Realität der Mannschaft gegeben. Außerdem habe das ausgewertete Material der Staatsanwaltschaft von Padua eine Verwicklung von Teammitgliedern in die dortigen Vorwürfe ergeben. Am 23. April 2015 wurde bekannt, dass die Lizenzkommission die Lizenz nicht entzog, aber weitere Auflagen in Zusammenarbeit mit dem ISSUL aufstellte.
Nachdem das Team entgegen den Regeln des MPCC den Niederländer Lars Boom bei der Tour de France 2015 starten ließ, obwohl dieser bei einem Test einen zu niedrigen Cortisol-Level aufwies, wurde sie im darauffolgenden September aus dem MPCC ausgeschlossen.
Mit Ablauf der Saison 2015 wurde Giuseppe Martinelli als Teammanager durch Dmitri Fofonow abgelöst.
Fabio Aru war mit seinem Vuelta-Sieg 2015 der dritte Fahrer, der für Astana eine Grand Tour gewann. Im Jahr 2016 gewann Vincenzo Nibali zudem erneut den Giro d’Italia.
Im Februar 2018 gab Teammanager Winokurow bekannt, dass das Team derzeit keine Gehälter auszahlt, da der kasachische Staat als Hauptsponsor seit Jahresbeginn keine Zahlungen geleistet habe. Mehrere Fahrer und der Pressesprecher widersprachen dieser Aussage. Demnach werden die Gehälter aktuell aus Rücklagen des Teams gezahlt, diese würden aber nicht für das komplette Jahr reichen.
Den Astana-Fahrern Jakob Fuglsang und Alexei Luzenko wurde im Februar 2020 unter Bezugnahme auf einen durch Indiskretionen an die Öffentlichkeit gelangten Report der Cycling Antidoping Foundation (CADF) vorgeworfen, verbotenerweise Kontakte zum im Sportbereich wegen Dopingvergabe gesperrten Mediziner Michele Ferrari zu unterhalten, was mit einer Sperre von einem bis zwei Jahren geahndet werden würde. Die CADF gab am kurz darauf bekannt, dass keine hinreichenden Beweise für die Einleitung eines Disziplinarverfahrens vorlägen.
Der kanadische Verpackungsmaschinenhersteller Premier Tech wurde 2021 zweiter Titelsponsor. Vor der Tour de France 2021 wurde Winokurow von seiner Funktion als Teammanager entbunden. Nach der Tour de France gab Premier Tech bekannt, sich aus dem Sponsoring des Teams zum Saisonende zurückzuziehen. Nach Recherchen des Internetportals Cyclingnews.com soll Hintergrund eine Meinungsverschiedenheit der Sponsoren über die zukünftige Rolle von Winokurow gewesen sein, der aus Sicht von Premier Tech nicht mehr Teil des Teams sein sollte.
Zur Saison 2022 wurde die Mannschaft in Astana Qazaqstan Team umbenannt. Im März 2022 wurde bekannt, dass die luxemburgische Betreibergesellschaft Abacanto SA wie schon diverse Male in der Vergangenheit die Gehälter nicht zu den Fälligkeiten gezahlt hatte. Später wurde mitgeteilt, dass die Verspätung mit einem Regierungswechsel in Kasachstan anlässlich der Unruhen in Kasachstan 2022 zusammen hinge. Zeitlich hiermit zusammenhängend wurde bekannt, dass in Luxemburg gegen Personen der Betreibergesellschaft wegen Betrug, Veruntreuung und Geldwäsche ermittelt werde.
2023 nahm das Team Mark Cavendish unter Vertrag. Beim Giro d’Italia 2023 gewann dieser die letzte Etappe und fuhr damit auch den einzigen WorldTour-Sieg des Teams in der Saison 2023 ein. Ein Jahr später erzielte Cavendisch mit dem Team auf der 5. Etappe der Tour de France 2024 seinen insgesamt 35. Tour-Etappensieg, womit er einen neuen Rekord des Fahrers mit den meisten Etappensiegen aufstellte. Auch 2024 blieb Cavendishs Sieg der einzige Erfolg des Teams auf der WorldTour. Insgesamt konnte das Team von 2022 bis 2024 nicht an die Erfolge der Vorjahre anknüpfen und beendete die Saison jeweils als schlechtplatziertes WorldTeam in der Weltrangliste.
Zur Saison 2025 erfolgte ein wesentlicher Umbau des Teams mit insgesamt 14 Neuverpflichtungen. In diesem Zusammenhang mussten sieben kasachische Fahrer das Team verlassen, so dass nur noch zwei kasachische Fahrer im Team verblieben. Die für den Umbau erforderlichen finanziellen Mittel konnten auch durch den Gewinn des chinesischen Herstellers von Karbon XDS Karbon-Tech als Sponsor aufgebracht werden, der ab 2025 als Titelsponsor und Radausrüster in Erscheinung tritt.

## Platzierungen in UCI-Ranglisten
UCI World Ranking
| World Ranking | World Ranking | World Ranking             | World Ranking |
| Jahr          | Teamwertung   | Einzelwertung             |               |
| ------------- | ------------- | ------------------------- | ------------- |
| 2016          | —             | Vincenzo Nibali (21. )    |               |
| 2017          | —             | Fabio Aru (32. )          |               |
| 2018          | —             | Miguel Ángel López (14. ) |               |
| 2019          | 5.            | Jakob Fuglsang (3. )      |               |
| 2020          | 7.            | Jakob Fuglsang (5. )      |               |
| 2021          | 13.           | Alexander Wlassow (35. )  |               |
| 2022          | 21.           | Miguel Ángel López (61. ) |               |
| 2023          | 20.           | Alexei Luzenko (46. )     |               |
| 2024          | 21.           | Alberto Bettiol (43. )    |               |
|               |               |                           |               |
| Quelle: UCI   |               |                           |               |

UCI ProTour
| Saison | Mannschaftswertung | Fahrerwertung        |
| ------ | ------------------ | -------------------- |
| 2007   | 12.                | Andreas Klöden (31.) |
| 2008   | 2.                 | Andreas Klöden (3.)  |

UCI World Calendar
| Saison | Mannschaftswertung | Fahrerwertung             |
| ------ | ------------------ | ------------------------- |
| 2009   | 1.                 | Alberto Contador (1.)     |
| 2010   | 3.                 | Alexander Winokurow (11.) |

UCI World Tour
| Saison | Mannschaftswertung | Fahrerwertung             |
| ------ | ------------------ | ------------------------- |
| 2011   | 15.                | Alexander Winokurow (15.) |
| 2012   | 10.                | Roman Kreuziger (20.)     |
| 2013   | 5.                 | Vincenzo Nibali (5.)      |
| 2014   | 10.                | Vincenzo Nibali (5.)      |
| 2015   | 5.                 | Fabio Aru (5.)            |
| 2016   | 10.                | Vincenzo Nibali (12.)     |
| 2017   | 15.                | Fabio Aru (26.)           |
| 2018   | 6.                 | Michael Valgren (12.)     |

## Mannschaft 2025
| Teamkader 2025          | Teamkader 2025     | Teamkader 2025 | Teamkader 2025                                      |
| Name                    | Geburtsdatum       | Land           | Vorheriges Team                                     |
| ----------------------- | ------------------ | -------------- | --------------------------------------------------- |
| Davide Ballerini        | 21. September 1994 | Italien        | Soudal Quick-Step (2023)                            |
| Alberto Bettiol         | 29. Oktober 1993   | Italien        | EF Education-EasyPost (2024)                        |
| Cees Bol                | 27. Juli 1995      | Niederlande    | Team DSM (2022)                                     |
| Clément Champoussin     | 29. Mai 1998       | Frankreich     | Arkéa-B&B Hotels (2024)                             |
| Anthon Charmig          | 25. März 1998      | Dänemark       | Uno-X Pro Cycling Team (2023)                       |
| Nicola Conci            | 5. Januar 1997     | Italien        | Alpecin-Deceuninck (2024)                           |
| Jewgeni Fjodorow        | 16. Februar 2000   | Kasachstan     | Vino-Astana Motors (2020)                           |
| Lorenzo Fortunato       | 9. Mai 1996        | Italien        | Eolo-Kometa (2023)                                  |
| Aaron Gate              | 26. November 1990  | Neuseeland     | Burgos-BH (2024)                                    |
| Michele Gazzoli         | 4. März 1999       | Italien        | Astana Qazaqstan Development Team (2023)            |
| Sergio Higuita          | 1. August 1997     | Kolumbien      | Red Bull-Bora-Hansgrohe (2024)                      |
| Florian Kajamini        | 28. Februar 2003   | Italien        | MBH Bank Colpack Ballan (2024)                      |
| Max Kanter              | 22. Oktober 1997   | Deutschland    | Movistar Team (2023)                                |
| Harold Martín López     | 3. Dezember 2000   | Ecuador        | Astana Qazaqstan Development Team (2023)            |
| Matteo Malucelli        | 20. Oktober 1993   | Italien        | JCLTeam Ukyo (2024)                                 |
| Fausto Masnada          | 6. November 1993   | Italien        | Soudal Quick-Step (2024)                            |
| Henok Mulubrhan         | 11. November 1999  | Eritrea        | Green Project-Bardiani CSF-Faizanè (2023)           |
| Wout Poels              | 1. Oktober 1987    | Niederlande    | Bahrain Victorious (2024)                           |
| Alessandro Romele       | 30. August 2003    | Italien        | Astana Qazaqstan Development Team (2024)            |
| Christian Scaroni       | 16. Oktober 1997   | Italien        | Gazprom-RusVelo (2022)                              |
| Ide Schelling           | 6. Februar 1998    | Niederlande    | Bora-Hansgrohe (2023)                               |
| Harold Tejada           | 27. April 1997     | Kolumbien      | Medellín (2019)                                     |
| Mike Teunissen          | 25. August 1992    | Niederlande    | Intermarché-Wanty (2024)                            |
| Diego Ulissi            | 15. Juli 1989      | Italien        | UAE Team Emirates (2024)                            |
| Darren van Bekkum       | 20. März 2002      | Niederlande    | Team Visma \| Lease a Bike Development (2024)       |
| Simone Velasco          | 2. Dezember 1995   | Italien        | Gazprom-RusVelo (2021)                              |
| Nikolas Winokurow       | 7. Juli 2002       | Kasachstan     | Astana Qazaqstan Development Team (2023)            |
| Anton Kusmin            | 20. November 1996  | Kasachstan     | Almaty Astana Motors (2023)                         |
| Su Haoyu                | 26. Oktober 2000   | China          | China Glory-Mentech Continental Cycling Team (2024) |
| Davide Toneatti         | 9. April 2001      | Italien        | Astana Qazaqstan Development Team (2024)            |
|                         |                    |                |                                                     |
| Quelle: ProCyclingStats |                    |                |                                                     |

## Trikothistorie

2007
2008
2009
2010
2011